# Fyrby
Fyrby is een plaats in de gemeente Nyköping in het landschap Södermanland en de provincie Södermanlands län in Zweden. De plaats heeft 60 inwoners (2005) en een oppervlakte van 5 hectare. Fyrby wordt omringd door zowel landbouwgrond als bos. De stad Nyköping ligt zo'n vijftien kilometer ten zuidoosten van het dorp.

## Verkeer en vervoer
Bij de plaats loopt de Riksväg 53.